# Xiphocentron messapus
Xiphocentron messapus là một loài Trichoptera trong họ Xiphocentronidae. Chúng phân bố ở miền Tân bắc.